# モハンマド・アミール
モハンマド・アミール（ウルドゥー語: محمد عامر 1992年4月13日 - ）は、パキスタンのクリケット選手。ポジションはボウラー。八百長をしたとして2011年2月5日に国際クリケット評議会は5年間アーミルの出場を禁止した。
| スタブアイコン | サブスタブ | この項目は、まだ閲覧者の調べものの参照としては役立たない、スポーツ関係者に関連した書きかけの項目です。この項目を加筆・訂正などしてくださる協力者を求めています（P:スポーツ/PJ:スポーツ人物伝）。 |